# 明日、きみに会えたら
『明日、きみに会えたら』（あす、きみにあえたら、略称あすきみ）は、あおと響による日本の百合漫画作品。一迅社の『コミック百合姫』2017年1月号（2016年11月18日発売）から同年12月号（2017年10月18日発売）まで連載された。英タイトルは『Tomorrow, I will tell you, "I love you".』。連載前の仮タイトルは『ひよりの朝』。
ある朝目覚めると29歳のOLになってしまっていた14歳の中学生を中心に繰り広げられる恋愛模様を描いた作品。『コミック百合姫』の月刊化を記念して、2017年1月号より新連載された作品である。

## あらすじ
14歳の中学生結城凛子は、3コ上の花野あかり（あーちゃん）に恋をしていた。小さいころから憧れだったあーちゃんは明日高校を卒業してしまうため、明日あーちゃんに想いを伝える。そう決意した凛子だったが、翌朝目が覚めると彼女は29歳のOLになっていた。そして、15年後の世界の凛子は橘あかりに「母親代わり」として預けられた（捨てられた）という3姉妹と同居していた。凛子は自身の初恋の行方も分からぬまま15年後の世界に来てしまったことを知る。

## 登場人物
結城 凛子（ゆうき りんこ）
星華学園中等部に通う14歳。好物は油揚げのお味噌汁と、くたくたのキャベツとともに食べる生姜焼き。
小さいころから優しくしてくれた3コ上の花野あかり（あーちゃん）に初恋をする。明日に控えたあーちゃんの卒業式で長年の想いを告げようと決意するも、翌朝目が覚めると不動産会社に勤務する29歳のOLになってしまっていた。
15年後の世界では幼馴染である橘あかりから預けられた3姉妹と共同生活を送っている。
花野 あかり（はなの あかり）
星華学園高等部に通う17歳。幼馴染である3コ下の結城凛子に慕われており、凛子からは「あーちゃん」と呼ばれている。
15年後の世界では橘 あかり（たちばな あかり）として凛子に3姉妹を預ける。
将来は医者になるため、高等部卒業後は医大への進学を目指していた。
橘 小春（たちばな こはる）
凛子に預けられた3姉妹の長女。高校生。外見があーちゃんにそっくりである。凛子に対する当たりはきついが、内面では彼女に好意を寄せている。橘あかりのことを毛嫌いしており、「クソ女」と呼んでいる。料理は不得意。
橘 春日（たちばな はるひ）
凛子に預けられた3姉妹の次女。中学生。3姉妹と凛子の仲を束ねる母親的存在で落ち着いている。料理が得意。
中身は15年前の凛子に最初は戸惑いを見せるも歩み寄り、友達になった。彼女もまた、凛子に好意を寄せている。
橘 日向（たちばな ひなた）
凛子に預けられた3姉妹の末っ子。小学生。年端も行かない幼女だが、大切な時には落ち着き払って行動するなど大人びた一面がある。凛子によく懐いている。スミスといううさぎのぬいぐるみを大切にしている。
四条（しじょう）
凛子が働く不動産会社の先輩。

## 書誌情報
- あおと響 『明日、きみに会えたら』 一迅社〈百合姫コミックス〉、全2巻
  1. 2017年6月16日発売 ISBN 978-4-7580-7697-5
  2. 2017年12月18日発売 ISBN 978-4-7580-7764-4